# شهرستان زوتوف
شهرستان زوتوف (به لهستانی: Złotów County) یک شهرستان در لهستان است که در استان لهستان بزرگ‌تر واقع شده‌است.

## خصوصیات
شهرستان زوتوف ۱٬۶۶۰ کیلومترمربع مساحت و ۶۸٬۷۹۱ نفر جمعیت دارد.